# Angelina Stiepanowa
Angelina Iosifowna Stiepanowa (ros. Ангели́на Ио́сифовна Степа́нова, ur. 10 listopada?/23 listopada 1905 w Nikołajewsku, zm. 17 maja 2000 w Moskwie) – radziecka i rosyjska aktorka teatralna i filmowa, pedagog, Ludowa Artystka ZSRR (1960), Bohater Pracy Socjalistycznej (1975).

## Życiorys
Urodziła się jako córka agenta ubezpieczeniowego Iosifa i dentystki Marii. Uczyła się w moskiewskim gimnazjum (do 1921), gdzie zainteresowała się baletem. W 1921 została przyjęta do szkoły przy 3. Studiu MChAT, który ukończyła w 1924, po czym zaczęła pracować w MChAT. Na scenie zadebiutowała w sztuce Księżniczka Turandot Gozziego. W tym okresie zagrała też m.in. Mary w Bitwie o życie Dickensa, później w 1928 wystąpiła jako Anja w Wiśniowym sadzie Czechowa, w 1930 jako Irina w sztuce Czechowa Trzy siostry (w reżyserii Stanisławskiego), a w 1937 jako Betsy w Annie Kareninie. Od 1932 występowała w filmach. W 1936 nagrodzono ją tytułem Zasłużonej Artystki RFSRR, a w 1947 Ludowej Artystki RFSRR. 9 kwietnia 1960 otrzymała tytuł Ludowej Artystki ZSRR. Była zamężna z reżyserem Nikołajem Gorczakowem, a później z pisarzem Aleksandrem Fadiejewem. Mieszkała w Moskwie. Została pochowana na Cmentarzu Nowodziewiczym.

## Wybrana filmografia
- 1932: Miortwyj dom jako studentka
- 1951: Niezapomniany rok 1919 jako Olga Butkiewicz
- 1964: Do zobaczenia, chłopcy jako Nadieżda Biełowa
- 1967: Wojna i pokój jako Anna Scherer
- 1972: Dzień za dniem jako Sokołowa
- 1975: Ucieczka Mr. McKinleya jako Mrs Shamway
- 1975: Oni walczyli za ojczyznę jako stara kozaczka
- 1977: Dwadzieścia dni bez wojny jako dyrektorka artystyczna teatru

## Odznaczenia i nagrody
- Medal Sierp i Młot Bohatera Pracy Socjalistycznej (8 grudnia 1975)
- Order Lenina (dwukrotnie, 26 października 1948 i 8 grudnia 1975)
- Order „Za zasługi dla Ojczyzny” III klasy (5 sierpnia 1995)
- Order Rewolucji Październikowej (2 lipca 1971)
- Order Czerwonego Sztandaru Pracy (26 października 1938)
- Order Przyjaźni Narodów (22 listopada 1985)
- Order „Znak Honoru” (3 maja 1937)
- Nagroda Stalinowska I klasy (1952)
- Nagroda Państwowa ZSRR (1977)
- Nagroda im. K. Stanisławskiego (1995)
- Medal 100-lecia urodzin Lenina
- Medal „Za ofiarną pracę w Wielkiej Wojnie Ojczyźnianej 1941–1945”
- Medal 800-lecia Moskwy
- Medal 850-lecia Moskwy

I inne.